# Океан

Варианты деления на океаны

Океа́н (др.-греч. Ὠκεανός, от имени древнегреческого божества Океана) — крупнейший водный объект, составляющий часть Мирового океана, расположенный среди материков, обладающий системой циркуляции вод и другими специфическими особенностями. Океан находится в непрерывном взаимодействии с атмосферой и земной корой.
Площадь поверхности Мирового океана, в состав которого входят океаны и моря, составляет около 70,8 % поверхности Земли (порядка 361 млн км²). Рельеф дна океанов Земли сложен и разнообразен.
Также об океанах говорят применительно к другим планетам и их спутникам, например, об океане Европы.
Наука, изучающая океаны, называется океанологией; фауну и флору океана изучает раздел биологии, называемый биология океана.

## Античное значение
В Древнем Риме словом Oceanus обозначались воды, омывавшие известный мир с запада, то есть открытый Атлантический океан. При этом выражения Oceanus Germanicus («Германский Океан») или Oceanus Septentrionalis («Северный Океан») обозначали Северное море, а Oceanus Britannicus («Британский Океан») — пролив Ла-Манш.

## Современное определение океанов
Мировой океан — глобальный объём морской воды, основная часть гидросферы, составляющая 94,1 % всей её площади, непрерывная, но не сплошная водная оболочка Земли, окружающая материки и острова и отличающаяся общностью солевого состава. Континенты и большие архипелаги разделяют мировой океан на части (океаны). Большие регионы океанов известны как моря, заливы, проливы и т. п.
Одни источники делили Мировой океан на четыре части, другие на пять. С 1937 по 1953 года выделяли пять океанов: Ти́хий, Атланти́ческий, Инди́йский, Се́верный Ледови́тый и Ю́жный (или Ю́жный Ледови́тый) океа́н. Термин «Южный океан» многократно появлялся ещё в XVIII веке, когда началось систематическое исследование региона. В публикациях Международной гидрографической организации Южный океан из состава Атлантического, Индийского и Тихого был выделен в 1937 году. Этому было своё обоснование: в южной своей части границы между тремя океанами весьма условны, в то же время воды, прилегающие к Антарктиде, имеют свою специфику, а также объединены Антарктическим циркумполярным течением. Однако впоследствии от выделения отдельного Южного океана отказались. В 2000 году Международная гидрографическая организация приняла разделение на пять океанов, но данное решение до сих пор не прошло ратификацию и поэтому юридически остаётся лишь 4 океана.
| Океан              | Площадь, млн км² | Объём, млн км³ | Средняя глубина, м | Наибольшая глубина, м                     | Моря и заливы |
| ------------------ | ---------------- | -------------- | ------------------ | ----------------------------------------- | --- |
| Атлантический      | 91,6             | 329,7          | 3600               | 8742 (жёлоб Пуэрто-Рико)                  | Балтийское, Северное, Средиземное, Чёрное, Саргассово, Карибское, Адриатическое, Азовское, Балеарское, Ионическое, Ирландское, Мраморное, Тирренское, Эгейское; Бискайский залив, Гвинейский залив, Мексиканский залив |
| Индийский          | 73,556           | 292,1          | 3890               | 7725 (Зондский жёлоб)                     | Андаманское, Аравийское, Красное, Лаккадивское, Тиморское; Бенгальский залив, Большой Австралийский залив, Персидский залив                                                                                            |
| Северный Ледовитый | 14,75            | 18,1           | 1225               | 5527 (Глубина Моллой в Гренландском море) | Норвежское, Баренцево, Белое, Карское, Лаптевых, Восточно-Сибирское, Чукотское, Гренландское, Бофорта, Баффина, Линкольна; Гудзонов залив                                                                              |
| Тихий              | 169,2            | 710            | 4280               | 11 022 (Марианский жёлоб)                 | Берингово, Охотское, Японское, Восточно-Китайское, Жёлтое, Южно-Китайское, Яванское, Сулавеси, Сулу, Филиппинское, Арафурское, Коралловое, Фиджи, Тасманово                                                            |
| Южный              | 20,327           | 72,37          | 3270               | 8264 (Южно-Сандвичев жёлоб)               | Море Лазарева, Море Рисер-Ларсена, Море Космонавтов, Море Содружества, Море Дейвиса, Море Моусона, Море Дюрвиля, Море Сомова, Море Росса, Море Амундсена, Море Беллинсгаузена, Море Скоша, Море Уэдделла               |

### Краткая характеристика океанов

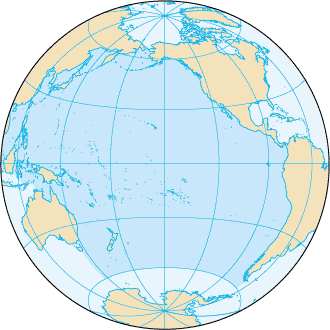
Тихий океан

Тихий океан (или Великий) — самый большой по площади и глубине океан на Земле. Расположен между материками Евразией и Австралией на западе, Северной и Южной Америкой на востоке, Антарктидой на юге. На севере через Берингов пролив сообщается с водами Северного Ледовитого, а на юге — Атлантического и Индийского океанов. Занимающий 49,5 % поверхности Мирового океана и вмещающий 53 % объёма воды Мирового океана, Тихий океан простирается приблизительно на 15,8 тысячи км с севера на юг и на 19,5 тысяч км с востока на запад. Через Тихий океан примерно по 180-му меридиану проходит линия перемены даты. Изучение и освоение Тихого океана начались задолго до появления письменной истории человечества. Для плавания по океану использовались джонки, катамараны и простые плоты. Экспедиция 1947 года на плоту из бальсовых брёвен «Кон-Тики» под руководством норвежца Тура Хейердала доказала возможность пересечения Тихого океана в западном направлении из центральной части Южной Америки к островам Полинезии. Китайские джонки совершали походы вдоль берегов океана в Индийский океан (например, семь путешествий Чжэн Хэ в 1405—1433 годах). В настоящее время побережье и острова Тихого океана освоены и заселены крайне неравномерно. Наиболее крупными центрами промышленного освоения являются побережье США (от района Лос-Анджелеса до района Сан-Франциско), побережье Японии, Китая и Южной Кореи. Значительна роль океана в экономической жизни Австралии и Новой Зеландии.

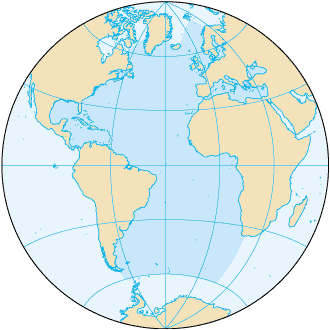
Атлантический океан

Атлантический океан — второй по величине океан Земли после Тихого океана, название произошло от имени титана Атласа (Атланта) в греческой мифологии или от легендарного острова Атлантида. Он простирается от субарктических широт до самой Антарктиды. Граница с Индийским океаном проходит по меридиану мыса Игольный (20° в. д. до побережья Антарктиды (Земля Королевы Мод). Границу с Тихим океаном проводят от мыса Горн по меридиану 68°04’ з. д. или по кратчайшему расстоянию от Южной Америки до Антарктического полуострова через пролив Дрейка, от острова Осте до мыса Штернек. Граница с Северным Ледовитым океаном проходит по восточному входу Гудзонова пролива, далее через Пролив Дэвиса и по побережью острова Гренландия до мыса Брустер, через Датский пролив до мыса Рейдинупюр на острове Исландия, по его побережью до мыса Герпир, затем к Фарерским островам, далее к Шетландским островам и по 61° северной широты до побережья Скандинавского полуострова. Площадь морей, заливов и проливов Атлантического океана составляет 14,69 млн км² (16 % от общей площади океана), объём 29,47 млн км³ (8,9 %). Площадь 91,6 млн км², из которых около четверти приходится на внутриконтинентальные моря. Площадь прибрежных морей невелика и не превышает 1 % от общей площади акватории. Объём вод составляет 329,7 млн км³, что равно 25 % объёма Мирового океана. Средняя глубина — 3736 м, наибольшая — 8742 м (жёлоб Пуэрто-Рико). Среднегодовая солёность вод океана составляет около 35 ‰. Атлантический океан имеет сильно изрезанную береговую линию с выраженным членением на региональные акватории: моря и заливы.

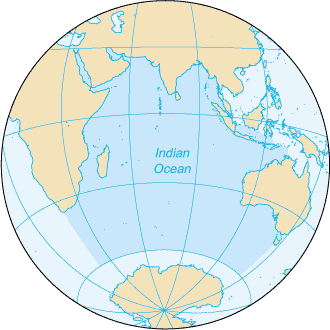
Индийский океан

Индийский океан — третий по размеру океан Земли, покрывающий около 20 % её водной поверхности. Индийский океан главным образом расположен к югу от тропика Рака между Евразией на севере, Африкой на западе, Австралией на востоке и Антарктидой на юге. Его площадь составляет 76,17 млн км², объём — 282,65 млн км³. На севере омывает Азию, на западе — Аравийский полуостров и Африку, на востоке — Индокитай, Зондские острова и Австралию; на юге граничит с Южным океаном. Граница с Атлантическим океаном проходит по 20° меридиану восточной долготы; с Тихим — по 147° меридиану восточной долготы. Самая северная точка Индийского океана находится примерно на 30° северной широты в Персидском заливе. Ширина Индийского океана составляет приблизительно 10 000 км между южными точками Австралии и Африки.

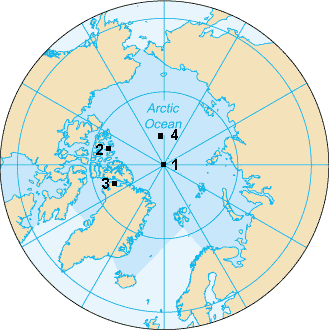
Северный Ледовитый океан: 1 — Северный полюс; 2 — Северный магнитный полюс; 3 — Северный геомагнитный полюс; 4 — Северный полюс недоступности

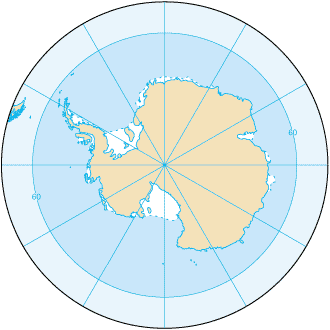
Южный океан

Северный Ледовитый океан (англ. Arctic Ocean, дат. Ishavet, норв. и нюнорск Nordishavet) — наименьший по площади океан Земли, расположен между Евразией и Северной Америкой. Площадь 14,75 млн км², то есть чуть больше 4 % от всей площади Мирового океана, объём воды 18,07 млн км³. Северный Ледовитый океан самый мелководный из всех океанов, его средняя глубина составляет 1225 м (наибольшая глубина 5527 м в Гренландском море).
Южный океан (англ. Southern Ocean) — иногда выделяемый самый южный из пяти океанов Земли. Окружает Антарктиду, площадь 20,327 млн км², средняя глубина 3270 м, объём воды 72,37 млн км³. Наибольшая глубина в Южно-Сандвичевом жёлобе — 8264 м. Южный океан граничит на севере с Индийским океаном, на северо-востоке с Тихим океаном, на северо-западе с Атлантическим океаном. Самый холодный океан, средняя температура равна −12 °С.

## Формирование океанов
На сегодняшний день в научных кругах существует версия, что океан появился 3,5 млрд лет назад как следствие дегазации магмы и последующей конденсации паров атмосферы. Большинство океанских бассейнов современности возникло в последние 250 млн лет в результате раскола древнего суперконтинента и расхождения в стороны (так называемого спрединга) литосферных плит. Исключением является Тихий океан, который представляет собой уменьшающийся остаток древнего океана Панталассы.

## Батиметрическое положение
По батиметрическому положению и характеру рельефа на дне океана выделяются несколько следующих ступеней:
- шельф — глубина до 200—500 м;
- континентальный склон — глубина до 3500 м;
- Океанское ложе — глубина до 6000 м;
- Глубоководные желоба — глубина ниже 6000 м.

## Океан и атмосфера
Океан и атмосфера представляют собой текучие среды. Свойства этих сред определяют среду обитания организмов. Потоки в атмосфере влияют на общую циркуляцию воды в океанах, а от состава и температуры воздуха зависят свойства океанических вод. В свою очередь, океан определяет основные свойства атмосферы и является источником энергии для многих протекающих в атмосфере процессов. На циркуляцию воды в океане влияют ветры, вращение Земли, а также барьеры суши.

## Океан и климат
Океан летом медленнее нагревается, а зимой медленнее остывает. Это позволяет сглаживать колебания температур на прилегающей к океану суше.
Атмосфера получает от океана значительную часть поступающего к ней тепла и почти весь водяной пар. Пар поднимается, конденсируется, образуя облака, которые переносятся ветрами и проливаются в виде дождя или снега на сушу. В тепло- и влагообмене участвуют только поверхностные воды океана. Внутренние же (порядка 95 %) в обмене не участвуют. При испарении происходит разделение по химическому составу: соли остаются в океане, а пар почти свободен от них. Последующие осадки образуют основной источник пресных вод.

## Химический состав
В океане находится неисчерпаемый источник химических элементов, который содержится в составе его воды, а также в месторождениях, расположенных на дне. Идёт постоянное возобновление залежей полезных ископаемых, путём выпадения или привноса на дно различных осадков и растворов из земной коры.
Средняя солёность морской воды — 35 ‰. Солёный вкус воде придают содержащиеся в ней 3,5 % растворённых минеральных веществ — это главным образом соединения натрия и хлора.
Благодаря тому, что вода в океане постоянно перемешивается волнами и течениями, её состав почти одинаков во всех частях океана.

## Флора и фауна

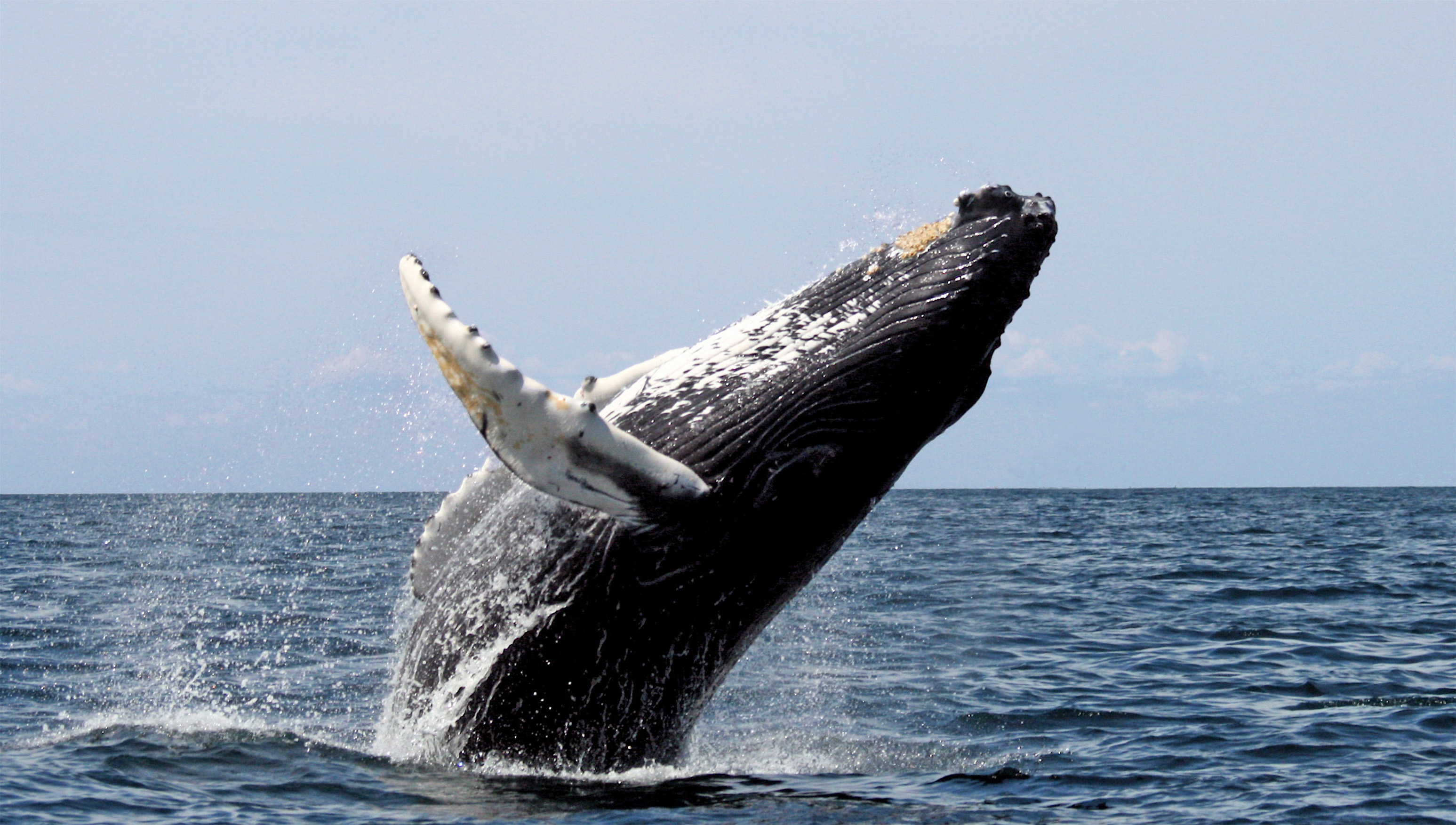
Горбатый кит

На долю Тихого океана приходится более 50 % всей биомассы Мирового океана. Жизнь в океане представлена обильно и разнообразно, особенно в тропической и субтропической зонах между побережьями Азии и Австралии, где огромные территории заняты коралловыми рифами и мангровыми зарослями. Фитопланктон Тихого океана в основном состоит из микроскопических одноклеточных водорослей, насчитывающих около 1300 видов. В тропиках особенно распространены фукусовые, крупные зелёные и особенно известные красные водоросли, которые наряду с коралловыми полипами являются рифообразующими организмами.
Растительный мир Атлантики отличается видовым разнообразием. В толще воды доминирует фитопланктон, состоящий из динофлагеллятов и диатомовых водорослей. В разгар их сезонного цветения море у берегов Флориды окрашивается в ярко-красный цвет, а в литре морской воды содержатся десятки миллионов одноклеточных растений. Донная флора представлена бурыми (фукусы, ламинарии), зелёными, красными водорослями и некоторыми сосудистыми растениями. В устьях рек растёт зостера морская, или взморник, а в тропиках преобладают зелёные (каулерпа, валония) и бурые (саргассы) водоросли. Для южной части океана характерны бурые водоросли (фукус, лесония, электус). Животный мир отличается большим — около сотни — числом биполярных видов, обитающих только в холодных и умеренных поясах и отсутствующих в тропиках. В первую очередь это крупные морские звери (киты, тюлени, котики) и океанские птицы. В тропических широтах обитают морские ежи, коралловые полипы, акулы, рыбы-попугаи и рыбы-хирурги. Дельфины часто встречаются в водах Атлантики. Коренными жителями Атлантики являются африканский ламантин и самое крупное млекопитающее планеты — синий кит.
Флора и фауна Индийского океана необычайно разнообразны. Тропическая область выделяется богатством планктона. Особенно обильна одноклеточная водоросль Триходесмиум (тип Цианобактерии), из-за которой поверхностный слой воды сильно мутнеет и меняет свою окраску. Планктон Индийского океана отличает большое число светящихся ночью организмов: перидиней, некоторых видов медуз, гребневиков, оболочников. Обильно встречаются ярко окрашенные сифонофоры, в том числе ядовитые физалии. В умеренных и арктических водах главными представителями планктона являются копеподы, эвфуазиды и диатомеи. Наиболее многочисленными рыбами Индийского океана являются корифены, тунцы, нототениевые и разнообразные акулы. Из пресмыкающихся имеются несколько видов гигантских морских черепах, морские змеи, из млекопитающих — китообразные (беззубые и синие киты, кашалоты, дельфины), тюлени, морские слоны. Большинство китообразных обитают в умеренных и приполярных областях, где благодаря интенсивному перемешиванию вод возникают благоприятные условия для развития планктонных организмов. Растительный мир Индийского океана представлен бурыми (саргассовые, турбинарии) и зелёными водорослями (каулерна). Пышно развиваются также известковые водоросли литотамнии и халимеда, которые участвуют вместе с кораллами в сооружении рифовых построек. Типичным для прибрежной зоны Индийского океана является фитоценоз, образуемый мангровыми зарослями. Для умеренных и приантарктических вод наиболее характерны красные и бурые водоросли, главным образом из групп фукусовых и ламинариевых, порфира, гелидиум. В приполярных областях южного полушария встречаются гигантские макроцистисы.
Причина бедности органического мира Северного Ледовитого океана — суровые климатические условия. Исключения составляют лишь Северо-Европейский бассейн, Баренцево и Белое моря с их чрезвычайно богатым животным и растительным миром. Флора океана представлена главным образом ламинариями, фукусами, анфельцией, а в Белом море — также зостерой. Крайне бедна фауна дна морей восточной Арктики, особенно центральной части Арктического бассейна. В Северном Ледовитом океане насчитывается более 150 видов рыб, среди них большое число промысловых (сельдь, тресковые, лососевые, скорпеновые, камбаловые и другие). Морские птицы в Арктике ведут преимущественно колониальный образ жизни и обитают на берегах. Млекопитающие представлены тюленями, моржами, белухами, китами (главным образом полосатиками и грендландскими китами), нарвалами. На островах встречаются лемминги, по ледяным мостам заходят песцы и северные олени. Представителем фауны океана следует считать также белого медведя, жизнь которого в основном связана с дрейфующими, паковыми льдами или береговым припаем. Большинство зверей и птиц круглый год (а некоторые только зимой) имеют белую или очень светлую окраску.

## Внеземные океаны
Мировой океан не является крупнейшим в Солнечной системе: помимо него, существует ряд подлёдных океанов в ледяных спутниках и карликовых планетах. Некоторые из этих океанов (океаны галилеевых спутников Европа, Ганимед и Каллисто, и некоторых карликовых планет) превосходят Мировой по объёму в несколько раз, а в некоторых (океаны Европы и Энцелада) потенциально возможно существование внеземной жизни. В обозримой перспективе все эти океаны для человечества недостижимы, так как для попадания в них необходимо проплавить на внеземном теле десятки километров льда.
Возможно существование ещё более крупных жидких океанов на ледяных гигантах Уране и Нептуне.
В других звёздных системах также существуют планеты-океаны, полностью покрытые льдом или, если планета попадает в зону обитаемости, жидкой водой.
Если человечеству суждено стать космическим видом, эти океаны могут стать основным источником поддержания жизни вне Земли.

## Океан в литературе
- Сомадева «Океан сказаний». Избранные повести и рассказы.
- «Безмолвный титан» стихотворение казахстанского поэта Дины Ораз, о катастрофическом положении океана.